# Усть-Каренгинське сільське поселення
Усть-Каре́нгинське сільське поселення (рос. Усть-Каренгинское сельское поселение) — сільське поселення у складі Тунгокоченського району Забайкальського краю Росії.
Адміністративний центр та єдиний населений пункт — село Усть-Каренга.

## Населення
Населення сільського поселення становить 157 осіб (2019; 185 у 2010, 236 у 2002).